# 마누엘 산치스 온티유엘로
마누엘 "마놀로" 산치스 온티유엘로(스페인어: Manuel "Manolo" Sanchís Hontiyuelo, 1965년 5월 23일, 마드리드 지방 마드리드 ~ )는 은퇴한 스페인의 축구 선수로, 현역 시절 스위퍼로 활약하였다.
레알 마드리드의 유소년부 출신들을 주축으로 한 독수리 편대의 주축 멤버들 중 하나로, 레알 마드리드 역사상 5명의 원클럽 맨들 중 하나이다. 그의 아버지인 마누엘 산치스 마르티네스도 또한 축구선수로, 그와 마찬가지로 레알 마드리드와 스페인 축구 국가대표팀의 일원이었다.
산치스는 그의 700번이 넘는 클럽의 공식 경기에 출장하였으며, 국가대표팀 일원으로 한차례의 FIFA 월드컵과 한차례의 UEFA 유럽 축구 선수권 대회에 참여하였다.

## 클럽 경력
레알 마드리드 CF의 유소년팀 출신으로, 마드리드 출신의 산치스는 1983년 12월 4일, 레알 무르시아전에서 데뷔하였으며, 이후 그의 데뷔 시즌에서 17골 2득점의 1군 출전 기록을 세웠다.
이어지는 15시즌 동안, 산치스는 2시즌을 빼놓고 모두 30경기 이상 출전하였다. 그는 머랭 군단의 주축 선수로, 6차례의 라 리가 우승을 거두고, 2차례의 UEFA 챔피언스리그, 2차례의 UEFA 컵 우승을 거두었다. 비록 1999-2000 시즌에는 출장수가 급격하게 줄었으나, 발렌시아와의 UEFA 챔피언스리그 결승전에서 11분 출장하였고, 팀의 3-0 승리를 도왔다.
2001년, 산치스는 36세의 나이로 현역에서 은퇴하였고, 레알 마드리드 CF 소속으로 710경기에 출장하였다. (이 중 524 경기를 리그에서 출전하였다.) 그는 13년간 마드리드의 주장직을 맡기도 하였다.

## 국가대표팀 경력
U-21 국가대표팀에서 두각을 나타낸 그는 UEFA U-21 챔피언쉽에서 우승을 거두었고, 같은 해에는 성인 국가대표팀에 데뷔하기도 하였다. 11월 12일, UEFA 유로 1988 예선에서 그는 루마니아를 상대로 경기의 유일한 골을 뽑아내기도 하였다.
그는 국가대표팀 경기에 48번 풀타임 출장하였고, UEFA 유로 1988과 1990년 FIFA 월드컵에 참가하였다. 그의 마지막 국가대표팀 경기는 1992년 3월 11일, 미국전이었다.

## 수상

### 클럽
- 라 리가: 1985–86, 1986–87, 1987–88, 1988–89, 1989–90, 1994–95, 1996–97, 2000–01
- 코파 델 레이: 1988–89, 1992–93
- 코파 데 라 리가: 1985
- 수페르코파 데 에스파냐: 1988, 1989, 1990, 1993, 1997
- UEFA 챔피언스리그: 1997–98, 1999–2000
- UEFA 컵: 1984-85, 1985–86
- UEFA 슈퍼컵 준우승: 1998, 2000
- 인터콘티넨털컵: 1998
- 코파 이베로아메리카나: 1994

### 국가대표팀
- UEFA U-21 챔피언쉽: 1986

### 개인
- 엘 파이스 올해의 국내 선수: 1989-90

## 같이 보기
- 원클럽맨 명단